# Gal Mekel
Gal Mekel (hebräisch גל מקל; * 4. März 1988 in Ramat haScharon) ist ein israelischer Basketballspieler. Nach nur zweijähriger Studienzeit in den Vereinigten Staaten und Karriere in der NCAA kehrte Mekel 2008 als Profi in sein Heimatland zurück. Nach einer Saison in Italien 2011/12 wurde er 2013 mit Maccabi Haifa israelischer Meister. Anschließend unterschrieb Mekel doch noch einen Vertrag in der am höchsten dotierten Profiliga NBA bei den Dallas Mavericks, die ihn zwischenzeitlich aber auch in ihrem „Farmteam“ Texas Legends in der NBA D-League einsetzten. In der NBA war Mekel nach Omri Casspi erst der zweite in Israel geborene Profi mit Einsätzen in der prestigeträchtigen Liga.

## Karriere
Mekel spielte in seiner Jugend unter anderem in Jugendmannschaften von Hapoel Tel Aviv und Maccabi Tel Aviv. 2006 ging er zum Studium in die Vereinigten Staaten an die Wichita State University, wo er für die Hochschulmannschaft Shockers in der Missouri Valley Conference (MVC) der NCAA spielte. Nach Anlaufschwierigkeiten als Freshman war er in seiner zweiten Saison Starter mit über 30 Minuten Einsatzzeit pro Spiel. Nachdem die Shockers 2006 noch die beste Bilanz der MVC hatten, hatten sie während Mekels Studienzeit eher durchschnittliche Ergebnisse und konnten sich nicht für die landesweite NCAA-Endrunde qualifizieren. Zudem kam es zu einem Trainerwechsel, so dass Mekel bereits nach der zweiten Saison seine NCAA-Karriere abbrach und in sein Heimatland zurückkehrte.
Der dominierende israelische Basketballverein Maccabi Tel Aviv, bei dem Mekel zuletzt in der Jugend gespielt hatte, sicherte sich die Rechte an Mekel, verlieh ihn aber zunächst an den Ligakonkurrenten Hapoel Gilboa Galil im Nordbezirk. Hier trainierte Mekel unter Trainer Oded Kattash, der zu den bekanntesten israelischen Spielern auf Mekels Position als Point Guard zählt und zuvor als Trainer bei Maccabi gescheitert war. Beim EM-Endrundenturnier 2009 war der frühere Jugend- und Juniorennationalspieler erstmals auch im Herrenkader der israelischen Nationalmannschaft vertreten, die jedoch alle drei Vorrundenspiele verlor und frühzeitig ausschied.
Nachdem Mekel im Anschluss bei Maccabi erneut nur zu Kurzeinsätzen gekommen war, ging er im Dezember 2009 zurück zu Gilboa Galil, wo er unter anderem mit Jeremy Pargo und Brian Randle zusammenspielte. Am Ende jener Saison 2009/10 konnte Hapoel Gilboa Galil den Titelverteidiger Maccabi Tel Aviv beim Final-Four-Turnier der Meisterschaft in der Ligat ha’Al nach einer starken zweiten Halbzeit im Finalspiel überraschen und holte beinahe sensationell die zweite Meisterschaft seit 1993 für den Verein. Während Trainer Kattash zu Hapoel Jerusalem ging, blieb Mekel ein weiteres Jahr bei Gilboa Galil, die als Titelverteidiger im Final Four 2011 zwar Kattashs Hapoel Jerusalem im Halbfinale bezwingen konnten, aber gegen Maccabi Tel Aviv im Finale den Titel wieder verloren. Beim erweiterten EM-Endrundenturnier 2011 verlor Israel mit Mekel erneut die ersten drei Vorrundenspiele, darunter deutlich zum Auftakt gegen Deutschland. Die beiden Vorrundensiege zum Abschluss reichten nicht mehr zur Qualifikation für die Zwischenrunde.
Für die Saison 2011/12 verließ auch Mekel Gilboa Galil und wechselte in die italienische Lega Basket Serie A zu Benetton aus Treviso. Der Verein zählte zwischen 1990 und 2005 zu den stärksten Mannschaften in Europa mit mehreren Final-Four-Teilnahmen im FIBA Europapokal der Landesmeister und der EuroLeague sowie Titelgewinnen im FIBA Europapokal der Pokalsieger. Der Verein war jedoch bereits finanziell massiv angeschlagen und erhielt am Saisonende keine neue Lizenz mehr. Unter Trainer Aleksandar Đorđević erreichte die Mannschaft auf dem elften Platz der regulären Saison auch keine Qualifikation für die Play-offs um die Meisterschaft.
Mekel kehrte daraufhin wieder in die israelische Liga zurück und spielte in der Saison 2012/13 für Maccabi aus Haifa. Mekel wurde für den Hauptrundenzweiten Haifa als MVP der Regular Season in Israel ausgezeichnet. Nachdem die Mannschaft in Play-off-Serien zunächst Mekels alte Mannschaft Gilboa Galil und die von Kattash trainierte Mannschaft von Hapoel Eilat bezwingen konnte, konnte man im Finalspiel aus Mekels Sicht erneut Titelverteidiger Maccabi Tel Aviv unter anderem dank eines Double-Doubles von Pat Calathes sowie 21 Punkten und sieben Assists von Mekel überraschen. Mekel wurde damit erst zum dritten Spieler in der Geschichte des israelischen Basketballs, der Meisterschaften mit zwei Vereinen gewann, von denen keine Maccabi Tel Aviv war.

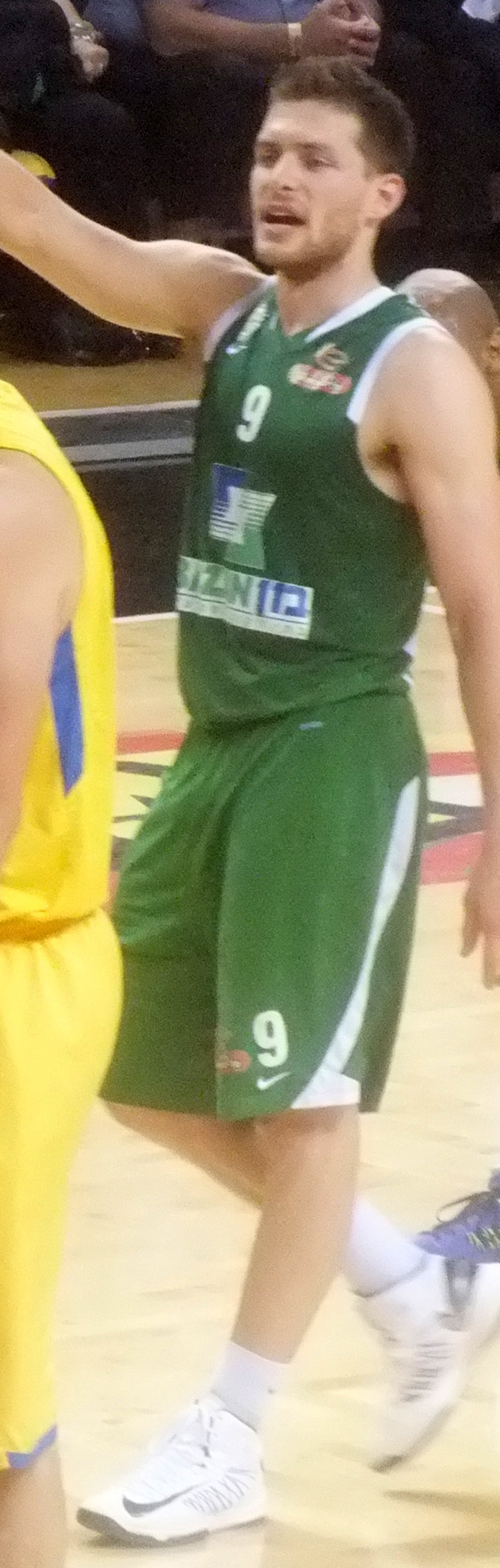
Mekel bei Maccabi Haifa im Juni 2013

Nach dem Meisterschaftsgewinn nahm Mekel nicht an der EM-Endrunde 2013 mit der Nationalmannschaft teil, sondern empfahl sich bei den Dallas Mavericks für einen Dreijahresvertrag in der NBA. Für die Mavericks kam Mekel in der NBA 2013/14 als Rookie in 31 Einsätzen auf durchschnittlich knapp zehn Minuten Einsatzzeit pro Spiel. Im März 2014 wurde Mekel von den Mavs zwischenzeitlich an das „Farmteam“ Texas Legends im angrenzenden Frisco abgegeben, um Spielpraxis in der D-League zu sammeln. Vor Beginn der neuen Saison 2014/15 musste Mekel aber Platz im Kader machen für die Rückkehr von J. J. Barea.
Knapp sechs Wochen später wurde Mekel von den New Orleans Pelicans Anfang Dezember 2014 verpflichtet. Nach vier Einsätzen verzichteten die Pelicans bereits zwei Wochen später wieder auf die Dienste von Mekel und entließen diesen aus seinem Vertrag.
Nach zwei Kurzaufenthalten beim russischen Verein BK Nischni Nowgorod und dem serbischen Klub KK Roter Stern Belgrad im Jahr 2015 kehrte Mekel 2016 zu Maccabi Tel Aviv zurück.